# Prunellidae
Famille
Genre
Les Prunellidae sont une famille de passereaux qui n'est constituée que du seul genre Prunella.
Accenteur est le nom que la nomenclature aviaire en langue française donne aux treize espèces d'oiseaux de ce genre et de cette famille. Ce sont les seuls oiseaux endémiques de la zone paléarctique (deux espèces vivant en France).

## Étymologie
Accenteur serait issu d'un ancien nom scientifique donné par Johann Matthäus Bechstein (1757-1822) en 1797 en relation probable avec le cri de cet oiseau.
Prunella est, selon certains auteurs, le diminutif de prune, mais une déformation du germanique Braunelle (diminutif de brun) semble plus justifiée.

## Nomenclature et systématique
Traditionnellement le genre Prunella est en effet classé dans la famille des Prunellidae. Dans la classification de Sibley, Prunella a été déplacé dans la famille des Passeridae.

## Liste des espèces
D'après la classification de référence (version 14.1, 2024) du Congrès ornithologique international (ordre phylogénique) :
- Prunella collaris – Accenteur alpin
- Prunella himalayana – Accenteur de l'Himalaya
- Prunella rubeculoides – Accenteur rougegorge
- Prunella strophiata – Accenteur à poitrine rousse
- Prunella montanella – Accenteur montanelle
- Prunella fulvescens – Accenteur brun
- Prunella ocularis – Accenteur de Radde
- Prunella atrogularis – Accenteur à gorge noire
- Prunella koslowi – Accenteur de Koslov
- Prunella modularis – Accenteur mouchet
- Prunella rubida – Accenteur du Japon
- Prunella immaculata – Accenteur immaculé